# Daria-i-Noor
Daria-i-Noor (perzijsko za 'morje svetlobe' ali 'ocean svetlobe'), napisano tudi Darya-ye Noor in Daria-i-Nur, je eden največjih brušenih diamantov na svetu, saj tehta približno 182 karatov (36 g). Njegova barva, bledo roza, je ena najredkejših pri diamantih. Diamant je trenutno v iranski nacionalni zbirki draguljev Centralne banke Irana v Teheranu. Med vladavino Naser al-Din Šaha je bil izdelan okvir iz 457 manjših diamantov in štirih rubinov, okronan z iranskim imperialnim znakom. Obstaja še drug diamant z istim imenom, ki je v zasebni zbirki v Bangladešu.

## Dimenzije
Velikost je 41,40 mm × 29,50 mm × 12,15 mm in tehta približno 182 metričnih karatov. Je največji znani roza diamant na svetu. Morda je bil prvotno izrezan iz še večjega kamna.

## Zgodovina
Ta diamant, kot se domneva tudi za Koh-i-Noor, je bil izkopan v rudniku Kollur v regiji Golcanda v Andhri Pradeš v Indiji. Njegov zgodnji izvor je zavit v tančico skrivnosti, vendar se verjame, da je bilo eno od oči mogulskega pavjega prestola.
Leta 1739 je Nader Šah iz Irana vdrl v severno Indijo in zasedel Delhi. Kot plačilo za vrnitev krone Indije mogulskemu cesarju Mohamedu Šahu je prevzel celotno legendarno zakladnico mogulov, vključno z Daria-i-Noorjem, Koh-i-Noorjem in pavjim prestolom.
Po smrti Nader Šaha leta 1747 je diamant podedoval njegov vnuk Šahrokh Mirza. Od tam je padel v roke Lotfa Ali Kana. Po porazu Lotf Ali Kana v rokah Mohameda Kana Kadžarja, ki je ustanovil vladajočo rodbino Kadžar v Iranu, je Daria-i-Noor vstopil v zakladnico Kadžarjev. V tem času naj bi imel Naser al-Din Šah Kadžar diamant zelo rad, pogosto ga je nosil kot trak za roko, aigreto ali broško, vzdrževanje diamanta pa je bilo čast, podeljena posameznikom na višjih položajih.

### Vrnite se k teoriji indijske podceline
Druga teorija domneva, da se je diamant vrnil na indijsko podcelino do 19. stoletja.
Sčasoma je diamant prišel v roke maharadže Randžita Singha iz Sikhovskega imperija, kjer so ga hranili v Tošakhani (zakladnici). Po priključitvi imperija Sikhov Britanskemu Raju so Britanci skupaj z drugimi dragocenostmi iz zakladnice Sikhov kamen zaplenili. Nanj se sklicuje seznam zaplenjenih predmetov iz zakladnice, ki ga je pripravil John Login. Login je diamant ocenil na 63.000 rupij, kar je enakovredno 6000 funtov leta 1840, kar bi leta 2012 pomenilo več kot 100 milijonov funtov. Nakit, povezan z diamantom, je bil enajst biserov, enajst dodatnih diamantov in enajst granatov (lokalno poznanih kot choonee). Skupna teža je bila 10,8 tola v lokalnem sistemu merjenja teže. Daria-i-Noor je prišel do Londona, vendar ni uspel pridobiti občudovanja britanskega plemstva. Tako so ga dve leti pozneje poslali nazaj v Indijo, da bi ga prodali na dražbi, pri čemer je bil zmagovalec Navab iz Dake. Do danes naj bi ostal v trezorju bangladeške banke.

## Možna asociacija
Leta 1965 je kanadska ekipa, ki je izvajala raziskave o iranskih kronskih draguljih, ugotovila, da je bil Daria-i-Noor morda del velikega rožnatega diamanta, ki je bil vtaknjen v prestol mogulskega cesarja Šah Džahana in je bil opisan v dnevniku francoskega draguljara Jean-Baptista Tavernierja leta 1642, ki ga je poimenoval diamant velike mize (Diamanta Grande Table). Ta diamant je bil morda razrezan na dva dela; večji del je Daria-i-Noor; manjši del naj bi bil 60-karatni (12 g) diamant Noor-ul-Ain, ki je trenutno okrašen s tiaro, prav tako v iranski cesarski zbirki.